# Homolský potok
Homolský potok je 8,5 km dlouhý vodní tok v Českém středohoří, východně od Ústí nad Labem. Pramení v malé osadě Haslice ve výšce cca 480 m n. m. Jeho vody směřují z prvních 3/4 délky toku přibližně severozápadním směrem. 
Protéká Homolí u Panny, vsí Lhota pod Pannou a Byňovem, pod nímž se stáčí k severu do Velkého Března, kde zprava vtéká do řeky Labe. Je význačný velkou plochou povodí (cca 30 km2) na svém krátkém toku, s dvěma desítkami drobných přítoků a poměrně svažitým terénem v celém povodí. Některé zdrojnice pramení výše než pramen samotného potoka. V minulosti poháněl řadu mlýnů. Zbytky stavení jsou toho připomínkou (Panský, Selský atd.). Při prudkých deštích jím mohou protékat desítky m3/s (při velkých povodních 7.8.2010, kdy způsobil škody v obcích, na regulaci i komunikaci podél toku, se odhady pohybovaly mezi 65-80 m³/s) - z toho důvodu je koryto zčásti regulováno na stoletou vodu. Průměrný roční průtok u ústí činí 0,3 m3/s.

## Nejdelší přítoky
- (L) Proboštovský potok (5 km), pramení nad obcí Tašov pod Spáleným vrchem ve výšce 510 m n. m., Q u ústí 0,05 m3/s.
- (L) Suchý potok (4,5 km), pramení nad obcí Malečov v nadm. výšce 540 m severně od vrcholu Kukla. Zvláštnost: Na celém toku nemá žádný viditelný přítok. Q u ústí 0,01 m3/s.